# Tunnel di Cu Chi

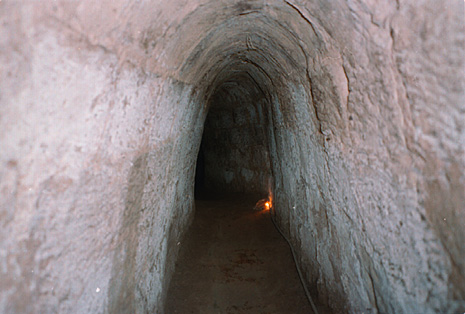
Parte del complesso dei tunnel di Cu Chi.

I tunnel di Cu Chi sono una vasta rete sotterranea di gallerie, che si trova fuori dalla città di Saigon (ora Ho Chi Minh), a sud dell'area del Triangolo di Ferro.

## Storia
I tunnel vennero usati negli anni quaranta, dai guerriglieri Viet Minh, durante la lotta contro le forze francesi e durante gli anni sessanta e settanta dai Viet Cong, che combattevano contro le forze del Vietnam del Sud e degli Stati Uniti, durante la Guerra del Vietnam.
Questi tunnel hanno avuto un ruolo strategico fondamentale nel mantenere la guerra di sfinimento contro gli Stati Uniti, che proprio a Cu Chi avevano una delle basi più grandi, ed hanno svolto un ruolo fondamentale nella preparazione all'offensiva del Têt che sancì l'inizio del disimpegno americano in Vietnam. 

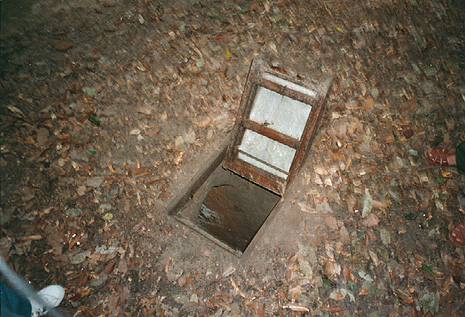
Un ingresso camuffato del tunnel

Sebbene Cu Chi ospitasse la più importante delle tre basi logistiche della 25th Infantry Division (US Army) di stanza nel III Corpo vicino a Saigon assieme alla 1st Infantry Division, la zona non fu mai completamente bonificata per tutto il corso della guerra e per diverso tempo anche i tunnel proprio al di sotto della base sono stati utilizzati per operazioni di sabotaggio. Ciò che ha definitivamente sancito la fine di parte dei tunnel è stato il bombardamento tramite bombe a penetrazione da parte dei B-52, cominciato però solo dopo il 1968, quando l'esercito americano interruppe i bombardamenti nel Nord del Vietnam e i velivoli furono disponibili per operazioni nel Sud.
In compenso, data l'estensione di questa rete che raggiungeva il confine con la Cambogia e continuava anche oltre, molti tunnel non bonificati e ragionevolmente lontani da Cu Chi, continuarono ad essere usati per l'infiltrazione nell'area del III Corpo, sia di materiale che di personale proveniente dalla Cambogia orientale, dove erano presenti ingenti depositi nordvietnamiti alimentati tramite il sentiero di Ho Chi Minh.